# Конвенція щодо конкретних аспектів проблем біженців в Африці
Конвенція щодо конкретних аспектів проблем біженців в Африці Організації Африканської Єдності (ОАЄ), також відома як Конвенція у справах біженців ОАЄ, чи Конвенція у справах біженців 1969 року — регіональний правовий документ, що регулює захист біженців в Африці. Він складається з 15 статей і був прийнятий в Аддис-Абебі 10 вересня 1969 р. і набув чинності 20 червня 1974 р. Документ засновано на принципах Конвенції про статус біженців та Протоколі стосовно статусу біженців та, в свою чергу, вплинув на створення у 1984 р. Картахенської декларації та Конвенції у Кампалі 2009 року. Історичним підґрунтям підписання Конвенції 1969 року щодо біженців є епоха деколонізації, апартеїду, а також внутрішніх політичних та військових повстань.
Конвенція була підписана 41 державою або урядом, і в даний час ратифікована 45 із 54 держав-членів Африканського Союзу. Це єдиний обов'язковий, регіональний юридичний документ у справах біженців у країнах, що розвиваються, та регіональний додаток до Конвенції про статус біженців 1951 року.

## Правові нововведення
Конвенція у справах біженців зробила низку значних успіхів у порівнянні з Конвенцією 1951 року про статус біженців.
- Дискримінація біженців заборонена через низку додаткових підстав: членство в певній соціальній групі, національна або політична думка. Ці підстави відсутні в Конвенції 1951 року.
- Будь-який біженець, який «здійснив серйозний неполітичний злочин за межами місця свого притулку після його переселення в цю країну як біженця», або який «чинить всупереч цілям та принципам ОАЄ», виключено з визначення.[3] Також в документі міститься заборона біженцям та шукачам притулку бути причетними до будь-яких руйнівних дій щодо будь-кого із держав-членів.
- Конвенція також містить пропозиції щодо розподілу тягаря та відповідальності, солідарності та співпраці між державами-членами, такими як регіональне розселення та фінансова підтримка.
- Було деполітизовано концепцію притулку, мирного та гуманітарного вчинку, а також задекларовано, що держави-члени більше не будуть сприймати факт переселення як недружні дії. Конвенція наполегливо закликає держави-члени надавати притулок тим особам, які підпадають під визначення біженця. Оскільки документ є наслідком законодавчого процесу, розпочатого Конвенцією про статус біженців 1951 року, він все ж таки не надає індивідууму право на притулок (це залишається на розсуд держави чи надавати це право).[2]
- Було запроваджено «абсолютну» заборону вигнання, тоді як Конвенція про статус біженців 1951 року дозволяла повернути чи вислати біженців, якщо національна безпека держави була під загрозою. Проте, якщо шукачі притулку вчиняють певні серйозні злочини, вони будуть виключені з визначення біженця та можуть бути повернуті чи вигнані. Таким чином, заборона видворення є обмеженою, але не абсолютно забороненою.[2]
- Вперше було кодифіковано принцип добровільної репатріації. Проте ситуація в країні походження, до якої повернеться біженець, не була визначена, і тому корінна зміна обставин та стандартів прав людини в цій країні не потрібна.[4]

### Розширення визначення терміна «біженець»
Конвенція 1969 року розширила визначення «біженця», датоване 1951 роком:
- Додано другий абзац до визначення терміна «біженець», який включає слова «зовнішня агресія, окупація, іноземне панування або події, що серйозно порушують громадський порядок», як причину для переселення.[3] Це включає в себе випадкові ситуації, які не засновані на навмисній дії держави, тобто джерело небезпеки не повинно бути державою або її агентами. Сюди можна включити такі екологічні катастрофи, як посуха та голод. Це означає, що страх небезпеки більше пов'язаний не з особистою суб'єктивною реакцією особи, а з причинним елементом для переселення. Ця зміна дозволила виокремити групу біженців та започаткувати термін «prima facie» (на достатніх підставах).
- Оскільки Конвенція 1951 року про статус біженців використовує термін «країна його громадянства» як географічну одиницю, з якої біженець повинен був втекти, в другому абзаці визначення Конвенції 1969 року про статус біженців використовується «місце постійного проживання» як географічне положення.